# Plouénan
 Plouénan  (en bretón Plouenan) es una población y comuna francesa, situada en la región de Bretaña, departamento de Finisterre, en el distrito de Morlaix y cantón de Saint-Pol-de-Léon.

## Demografía
| 2638 | 2642 | 2581 | 2510 | 2356 | 2381 |
| Para los censos de 1962 a 1999 la población legal corresponde a la población sin duplicidades (Fuente: INSEE [Consultar]) |      |      |      |      |      |